# Battaglia di Mortimer's Cross
La battaglia di Mortimer's Cross venne combattuta il 2 febbraio 1461 nei pressi di Wigmore, nell'Herefordshire durante la guerra delle Due Rose.
Secondo alcuni storici tra cui Andy Lamkowski da quanto ha scritto in Hobilar, the Journal of the Lance and Longbow Society ed Andrew Boardman prendendo spunto da William Gregory nella sua Gregory's Chronicle ritengono sia tatticamente che strategicamente una posizione diversa del campo di battaglia e che si aggira a Kingsland tra Leominster e Leintwardine sul fiume Lugg vicino al confine gallese.

## Antefatto
Alla morte di Riccardo Plantageneto, III duca di York, a Wakefield nel dicembre precedente, la casata degli York venne guidata da Edoardo, appena diciottenne, che in seguito sarebbe stato incoronato con il titolo di Edoardo IV.
Il suo primo obiettivo fu di cercare di impedire che i rinforzi guidati da Owen Tudor e da suo figlio Gaspare Tudor, provenienti dal Galles, si unissero al grosso delle forze dei partigiani dei Lancaster formati da soldati provenienti da Carmarthenshire e Pembrokshire oltre a mercenari bretoni e francesi comandati da James Butler, conte di Wiltshire e Ormond.
A questo scopo Enrico aveva raccolto truppe lungo tutto il confine con il Galles, potendo inoltre contare su diversi sostenitori gallesi alla sua causa, primo tra i quali Sir William Herbert e poi Sir Walter Devereux, Lord Audley, Lord Grey di Wilton e Humphrey Stafford.
Dopo aver trascorso il Natale a Gloucester, iniziò a prepararsi per tornare a Londra. Tuttavia, l'esercito di Gaspare Tudor si stava avvicinando, costringendolo a cambiare il suo piano; per impedire a Tudor di unirsi alla principale forza Lancaster che si stava avvicinando alla capitale, Edoardo si spostò a nord con un esercito di circa 5000 uomini a Mortimer's Cross.

## La battaglia
Uno dei consiglieri di York, Sir Richard Croft, un lord locale del castello di Croft, raccomandò di posizionare gli arcieri all'incrocio (adesso si tratta dello svincolo A4110 e B4362) per fermare l'avanzata dei Lancaster. L'esercito di Pembroke era di circa un migliaio di uomini più piccolo di quello di York e, non essendo stato messo alla prova in battaglia a quel punto, potrebbe non aver inizialmente pianificato di combattere, ma a mezzogiorno era chiaro che avrebbero dovuto farlo per attraversare il Lugg. I Lancaster iniziarono l'attacco: La "battaglia" (divisione) di Butler guidò il primo assalto costringendo l'ala destra di Edoardo a ritirarsi dall'altra parte della strada, dove questo fianco si dissolse. Pembroke affrontò la divisione centrale di Edoardo e fu trattenuto ma, in modo più decisivo, Owen Tudor tentò di accerchiare l'ala sinistra yorkista; la sua "battaglia" fu sconfitta e iniziò una disfatta. Anche il centro di Pembroke si ruppe e la battaglia fu vinta. Gli uomini di Owen Tudor erano ora in piena fuga: Alcuni di loro furono seguiti fino a Hereford, a circa diciassette miglia, e dove lo stesso Owen fu catturato e decapitato.

## La leggenda del parelio
All'alba prima della battaglia si verificò il fenomeno meteorologico noto come parelio: Si videro sorgere tre soli. L'apparizione di questo atto in anticipo rispetto al combattimento sembra aver spaventato le truppe di Edoardo ma nonostante questo sembra essere riuscito a convincere i suoi uomini che rappresentava la Santissima Trinità e che quindi Dio era dalla loro parte. In seguito prese questa immagine come suo emblema, il "Sole nel suo splendore". L'evento è stato drammatizzato da William Shakespeare in Enrico VI, parte III e in The Sunne in Splendour di Sharon Kay Penman.

## Conseguenze
Poiché la battaglia si era intromessa nei piani di York di marciare verso le Midlands, Richard Neville, conte di Warwick, con il prigioniero Re Enrico al suo seguito, fu nel frattempo costretto a trasferirsi per bloccare da solo la rotta dell'esercito di Margherita verso Londra. Prese posizione a nord di St Albans e cavallo della strada principale da nord (l'antica strada romana conosciuta come Watling Street). Sebbene avesse perso la battaglia che seguì e Margherita d'Angiò e il suo esercito potessero ora marciare incontrastati sulla capitale, alla fine non lo fecero. La reputazione di saccheggio dell'esercito dei Lancaster indusse i londinesi a sbarrare i cancelli. Ciò a sua volta fece esitare Margherita, così come la notizia della vittoria degli York a Mortimer's Cross. I Lancaster si ritirarono attraverso Dunstable, perdendo molti scozzesi e confinanti che disertarono e tornarono a casa con il bottino che avevano già raccolto. Edoardo di March e Warwick entrarono a Londra il 2 marzo ed Edoardo fu rapidamente proclamato Re con il nome di Edoardo IV d'Inghilterra. Nel giro di poche settimane avrebbe confermato la sua presa del trono con una vittoria decisiva nella battaglia di Towton.